# لويس بيمنتل
لويس بيمنتل (بالإسبانية: Luis Pimentel)‏ هو شاعر إسباني، ولد في 18 ديسمبر 1895 في لوغو في إسبانيا، وتوفي بنفس المكان في 13 فبراير 1958.